# Kościół św. Józefa w Olsztynie
Kościół św. Józefa w Olsztynie – najstarsza świątynia olsztyńskiej dzielnicy Zatorze. Powstał w latach 1912–1913 w stylu neoromańskim.
Budowla posiada trzy nawy oraz transept. Wschodnia fasada jest dwuwieżowa. Projektantem kościoła był Fritz Heitmann.

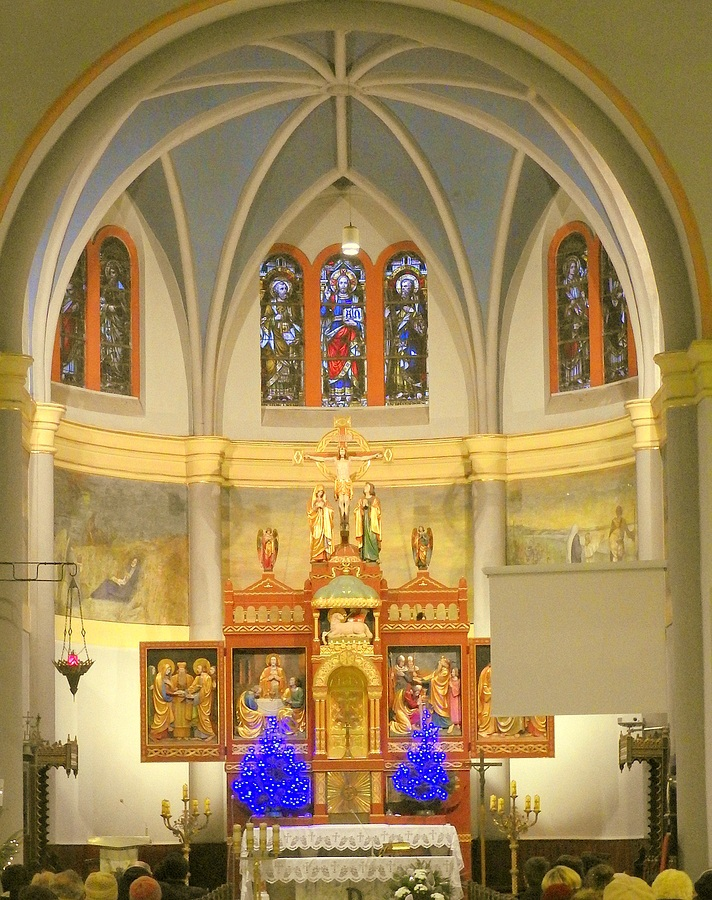
Prezbiterium

Na mocy dekretu metropolity warmińskiego, ogłoszonego 5 lipca 2009, kościół św. Józefa został ustanowiony sanktuarium Miłosierdzia Bożego.